# Friedrich Ludwig Eduard Eggeling
Friedrich Ludwig Eduard Eggeling (* 16. Januar 1819 in Bremen; † 16. Februar 1898) war ein deutscher Richter und Politiker.

## Leben
Eggeling studierte Rechtswissenschaften und wurde 1844 Advokat und Assistent beim Garnisonsgericht Hannover. 1845 wurde er zweiter Garnisonsauditeur und 1847 Inspekteur bei der Polizeidirektion Hannover. Ab 1852 war er Obergerichtsassessor und ab 1853 Obergerichtsrat am Obergericht Nienburg. 1855 wurde er an das Obergericht Hannover versetzt und war ab 1860 auch Mitglied der zweiten juristischen Prüfungskommission. 1865 wechselte er als Oberjustizrat an das Justizministerium in Hannover. Nach der Annexion durch Preußen folgte eine Verwendung als Hilfsarbeiter im preußischen Justizministerium und die Beförderung zum Geheimen Oberjustizrat. Ab Oktober 1868 war er Oberappellationsrat am Oberappellationsgericht Berlin. 1873 wurde er Mitglied beim Gerichtshof für kirchliche Angelegenheiten, 1874 Obertribunalrat am Preußischen Obertribunal und 1877 Präsident des Gerichtshofs für kirchliche Angelegenheiten. Mit den Reichsjustizgesetzen wechselte er als Senatspräsident an das Kammergericht.
Mit königlichem Erlass vom 24. Oktober 1879 wurde er zum Kronsyndikus und Mitglied des Preußischen Herrenhauses ernannt und trat am 28. Oktober 1879 in das Parlament ein.